# 粉紅突吻鱈
粉紅突吻鱈，為輻鰭魚綱鱈形目鼠尾鱈科的其中一種，分布於大西洋海域，深度384-5610公尺，體長可達45公分，屬深海底棲性魚類，棲息在底層水域，以橈腳類、多毛類、片腳類為食，生活習性不明。

## 扩展阅读
維基物種上的相關：粉紅突吻鱈